# 新田萩町
新田萩町（にったはぎちょう）は、群馬県太田市にある地名（町丁）。郵便番号は370-0356。

## 概要
綿打地区にある町丁。

## 地理

### 近隣町丁
- 大久保町
- 新田権右衛門町
- 新田上中町
- 新田大町
- 六千石町

## 世帯数と人口
2022年（令和4年）3月31日現在の世帯数と人口は以下の通りである。
| 町丁     | 世帯数 | 人口  |
| -------- | ------ | ----- |
| 新田萩町 | 65世帯 | 155人 |

## 交通

### 鉄道
町内に鉄道は通っていない。

## 施設
- 株式会社石島運輸倉庫 新田物流センター